# Crna gomoljača
Crna gomoljača (лат. tuber melanosporum) jeste mesnati deo jedne retke pečurke. Ima potpuno podzemni ciklus života i najradije raste podno hrasta. Micelijum je toliko proždrljiv da rasteruje sve ostale biljke oko drveta.
Za pronalaženje ovih pečurki koristi se posebna rasa pasa pod imenom "psi gomoljičari". Gomoljača je drugi i manje poznat naziv za tartufe.
Tartufi, koji su poznati po svojoj vrednosti spadaju u najskuplje vrste pečuraka i imaju široku primenu u svetskoj kuhinji.
Francuska predstavlja oko 45% svetske proizvodnje crnim tartufima, Španija 35% i Italija 20%. Manje količine se proizvode u Sloveniji, Hrvatskoj i australijskim državama Tasmanija i Zapadna Australija. U 2005. godini, crni tartufi su pronađeni u Srbiji. Oko 80% francuske proizvodnje dolazi iz jugoistočne Francuske. Proizvodnja je značajno smanjena tokom 20. veka, pala oko 20 tona godišnje. Poređenja radi, 1937. godine, Francuska proizvela oko 1.000 tona crnih tartufa.

## Osobine
Crni tartuf nije najskuplji, s obzirom da beli tartuf može dostići dolar po gramu.
Poznaje se po izrazito crnoj, skoro garavoj boji. Tartuf ima neverovatno snažan miris tako da, ako ga zatvorite sa pirinčem, on će u potpunosti primiti aromu tartufa.